# Juste Debout
Juste Debout (letteralmente "solo in piedi") è una competizione internazionale annuale di danza, fondata in Francia nel 2001 da Bruce Ykanji, basata sugli stili della street dance. È considerata la competizione di street dance più prestigiosa al mondo.
Le quattro principali categorie da cui è composta sono hip hop, house, locking e popping.

## Storia

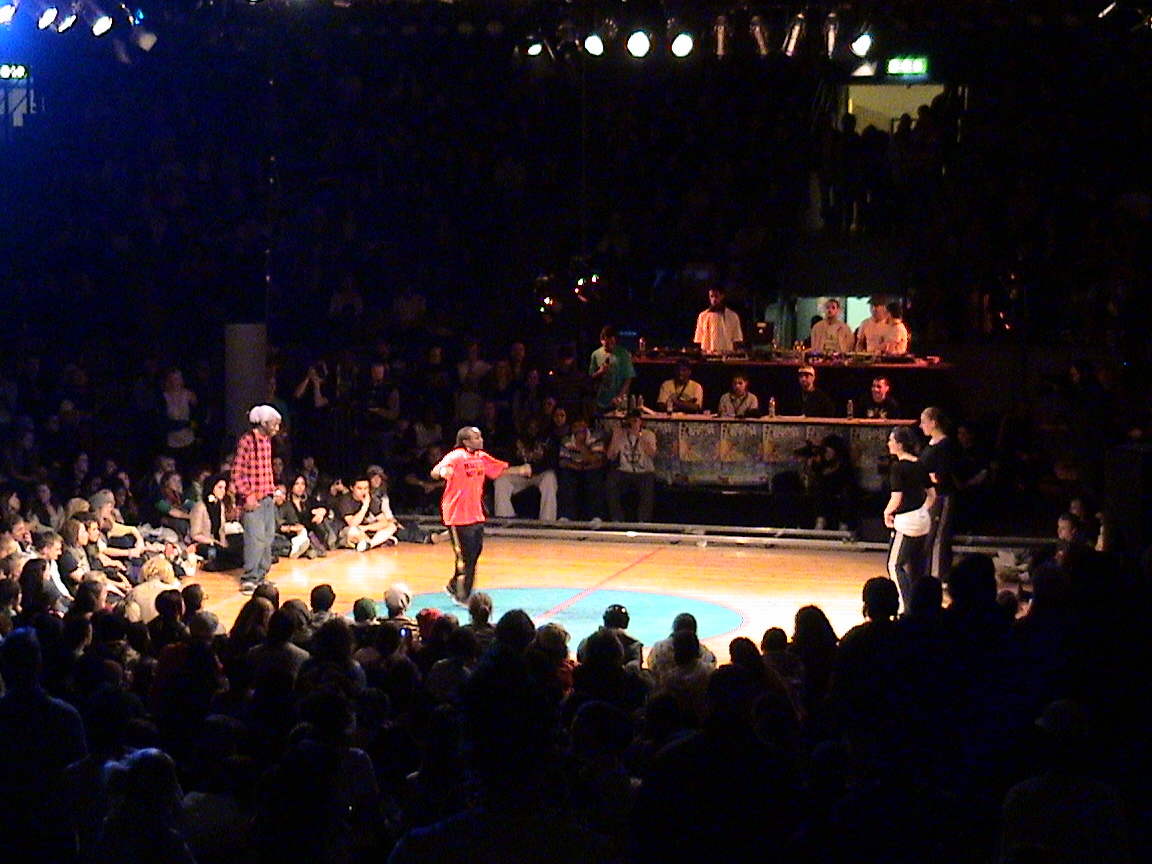
Semifinali del Juste Debout in Scandinavia nel 2008.

Il Juste Debout si è tenuto per la prima volta nel 2002 a Parigi e da allora è ripetuto con cadenza annuale durante il mese di febbraio. L'edizione del 2006 è stata la prima ad introdurre una serie di eventi correlati (detti pre-selezioni) in paesi diversi dalla Francia, le cui finali sono state tenute a Parigi. Ciò ha permesso al Juste Debout di raggiungere un maggior seguito internazionale.
L'edizione del Juste Debout del 2007 si è tenuta il 25 febbraio a Parigi, unitamente alle pre-selezioni internazionali che hanno avuto inizio nel mese di Gennaio in Germania, Italia, Giappone, Repubblica Ceca, Spagna, Svezia e Svizzera. Gli statunitensi JSmooth e Future, della crew MGF (Machine Gone Funk), sono stati i vincitori della categoria popping. I francesi Manu e Loïc sono stati i vincitori della categoria locking. Stéphanie e Dedson, rispettivamente danese e francese, sono stati i vincitori della categoria hip hop. Hiro e Mech, rispettivamente giapponese e francese, sono stati i vincitori della categoria house.
L'edizione del Juste Debout del 2009 si è tenuta il 1 marzo al Palais Omnisport de Paris-Bercy (oggi noto come AccorHotels Arena). Kite e Fishboy (Former Action) sono stati i vincitori della finale, tutta giapponese,  della categoria popping contro i vincitori dell'anno precedente Kei e Gucchon (Co-Thkoo). Dy e Steve sono stati invece i vincitori della categoria hip hop contro i giovanissimi Maika (10 anni) e Kazane (12 anni).

## Programma
I principali eventi in cui è articolata la competizione del Juste Debout consistono in due battle nelle quali due ballerini cercano, lavorando in squadra, di avere la meglio sulla coppia avversaria in uno specifico stile di danza (a cui è associata una specifica categoria). La musica è scelta dai DJ del Juste Debout e non è nota precedentemente ai ballerini.
In genere, a danzare è una persona per volta e le due squadre, a turno, si esibiscono. La battle ha termine quando ogni ballerino si è esibito due volte, per un totale complessivo di otto turni, lunghi circa un minuto. Talvolta una squadra sceglie spontaneamente di sostituire, parzialmente o integralmente, uno dei propri turni con una piccola coreografia (detta "routine") eseguita insieme, in linea con il regolamento. Al termine di ogni battle, un gruppo di quattro giudici sancisce chi è la squadra vincitrice, facendola avanzare verso la finale. Al termine degli avanzamenti viene decretata una coppia vincitrice per ognuna delle quattro categorie di danza.
All'infuori delle battle, gli eventi del Juste Debout includono workshop, tenuti da ballerini professionisti di calibro internazionale, spettacoli (detti "demo"), sia da parte dei giudici che di ospiti, e feste aperte a tutti.

## Juste Debout 2010

### Finali
Vincitori
- House: Yugson e Malcom (Francia)
- Hip Hop: Martha e Niki (Svezia)
- Locking: Aya e Bing Bing (Cina)
- Popping: Nelson e Deydey (Francia)
- Top Rock: Bboy YNot (Stati Uniti)
- Sperimentale: Scopion

Giudici
- House: E-Joe Wilson (Stati Uniti)
- Hip Hop: Sho-Tyme (Stati Uniti)
- Locking: Gemini (Francia)
- Popping: Gucchon (Giappone)

## Juste Debout 2011

### Pre-selezioni
Le pre-selezioni si sono tenute in 12 paesi differenti in tutto il mondo. Coloro che hanno vinto le categorie delle pre-selezioni sono stati invitati a competere alla competizione finale del Juste Debout a Parigi.
- Giappone (Tokyo) 11 gennaio 2011
- Cina (Wuhan) 15 gennaio 2011
- Singapore (Singapore) 22 gennaio 2011
- Svezia (Stoccolma) 28 gennaio 2011
- Paesi Bassi (Amsterdam) 30 gennaio 2011
- Stati Uniti (New York) 5 febbraio 2011
- Finlandia (Helsinki) 12 febbraio 2011
- Svizzera (Ginevra) 13 febbraio 2011
- Grecia (Atene) 19 febbraio 2011
- Regno Unito (Londra) 20 febbraio 2011
- Germania (Düsseldorf) 26 febbraio 2011
- Francia (Parigi) 12 marzo 2011

### Finali
Vincitori
- House: Totin e Tasha (Pre-selezioni negli Stati Uniti)
- Hip Hop: Les Twins (Pre-selezioni in Giappone)
- Locking: Hurricane e Firelock (Pre-selezioni negli Stati Uniti)
- Popping: Co-Thkoo (Pre-selezioni in Giappone)
- Top Rock: Mathias (Pre-selezioni in Francia)
- Sperimentale: Andreas (Pre-selezioni in Francia)

Giudici
- House: Brooklyn Terry (Stati Uniti)
- Hip Hop: Meech (Francia)
- Locking: Khan (Corea)
- Popping: Legend (Stati Uniti)

DJ
- House: DJ Tijo Aime e DJ Guiu
- Hip Hop: DJ Yugson e DJ Taj Mahal
- Locking: DJ Luckylock
- Popping: DJ Romento Le Jazz e DJ Asphalte
- Sperimentale: DJ  Kc The Funkaholic
- La Boom (festa al termine della competizione): DJ Prophet e DJ Sly

## Juste Debout 2012

### Pre-selezioni[3]
- Giappone (Tokyo) 5 gennaio 2012
- Cina (Wuhan) 8 gennaio 2012
- Singapore (Singapore) 14 e 15 gennaio 2012
- Canada 21 gennaio 2012
- Svezia (Stoccolma) 28 gennaio 2012
- Stati Uniti (New York) 22 gennaio 2012
- Spagna 29 gennaio 2012
- Finlandia (Helsinki) 4 febbraio 2012
- Paesi Bassi (Amsterdam) 5 febbraio 2012
- Svizzera (Ginevra) 12 febbraio 2012
- Irlanda 11 febbraio 2012
- Italia (Roma) 18 febbraio 2012
- Polonia (Stettino) 19 febbraio 2012
- Regno Unito (Londra) 25 febbraio 2012
- Germania (Düsseldorf) 26 febbraio 2012
- Francia (Parigi) 10 marzo 2012

### Finali
Vincitori
- House: Mamson e Babson
- Hip Hop: Salas e Ben
- Locking: Markus e Alex A-Train
- Popping: Popping J e Crazy Kyo
- Top Rock: Samo
- Sperimentale: Drosha

Giudici
- House: Caleaf Sellers (Stati Uniti)
- Hip Hop: Niako (Francia)
- Locking: P-Lock (Francia)
- Popping: Kei (Giappone)

DJ
- Fayme (Germania)
- Asfalte (Francia)
- Taj Mahal (Francia)

## Storico dei vincitori per categoria
| Anno | Categoria         | Vincitore               | Secondo posto     |
| ---- | ----------------- | ----------------------- | ----------------- |
| 2019 | Hip Hop           | Diablo & Stylez C       | Waydi & Rochka    |
| 2019 | House             | Caleaf & Tony Ray       |                   |
| 2019 | Locking           | Tony GoGo & Locking Jay | Masato & Cio      |
| 2019 | Popping           | Poppin C & Ness         | Prince & Creesto  |
| 2019 | Junior Dance Tour | Tian Tian               |                   |
| 2018 | Hip Hop           | Niako & Icee            | Diablo & Stylez C |
| 2018 | House             | Kwame Ba & Serge        | Toyin & Frankie J |
| 2018 | Locking           | Candyman & Manu         | Roche & Chi       |
| 2018 | Popping           | Nelson & Greenteck      | Poppin C & Ness   |
| 2017 | Hip Hop           | Majid & Ukay            |                   |
| 2017 | House             | Hiro & Miyu             | Meech & Lo        |
| 2017 | Locking           | Vovan & Funky J         |                   |
| 2017 | Popping           | Hoan & Jaygee           |                   |
| 2016 | Hip Hop           | Maika & Kyoka           |                   |
| 2016 | House             | Frankwa & Kapela        | Snow & Alesya     |
| 2016 | Locking           | Masato & Nobby          |                   |
| 2016 | Popping           | Nelson & Greenteck      |                   |
| 2014 | Hip Hop           | Majid & Franky Dee      |                   |
| 2014 | House             | Malcom & Yugson         | Hiro & Mamson     |
| 2014 | Locking           | Loïc & Manu             |                   |
| 2014 | Popping           | Hozin & Kin             |                   |
| 2013 | Hip Hop           | Fabbreezy & Icee        |                   |
| 2013 | House             | Ukay & Adnan            | Hiro & Taiki      |
| 2013 | Locking           | P.Lock & Jimmy Soul     |                   |
| 2013 | Popping           | Ness & Greenteck        |                   |
| 2012 | Hip Hop           | Ben & Salas             |                   |
| 2012 | House             | Mamson & Babson         | Serge & Kapela    |
| 2012 | Locking           | Markus & Alex A-Train   |                   |
| 2012 | Popping           | Poppin J & Crazy Kio    |                   |
| 2011 | Hip Hop           | Larry & Laurent         |                   |
| 2011 | House             | Toyin & Tasha           | Adn & Zach        |
| 2011 | Locking           | Hurrikane & Firelock    |                   |
| 2011 | Popping           | Gucchon & Kei           |                   |
| 2010 | Hip Hop           | Martha & Niki           |                   |
| 2010 | House             | Malcom & Yugson         | Og & Adnan        |
| 2010 | Locking           | Aka Ya & Aka Bing       |                   |
| 2010 | Popping           | Nelson & Deydey         |                   |
| 2009 | Hip Hop           | Dy & Steve              |                   |
| 2009 | House             | O.G. & Adnan            | Shuho & Hideki    |
| 2009 | Locking           | Hicky-Taka & Sory       |                   |
| 2009 | Popping           | Kite & Fishboy          |                   |
| 2008 | Hip Hop           | Niako & Salas           |                   |
| 2008 | House             | Kenji & Pino            | Hiro & Tatsuo     |
| 2008 | Locking           | P.Lock & Jimmy Soul     |                   |
| 2008 | Popping           | Gucchon & Kei           |                   |
| 2007 | Hip Hop           | Lil Steph Dedson        |                   |
| 2007 | House             | Meech & Hiro            | Mamson & Crappy   |
| 2007 | Locking           | Loïc & Manu             |                   |
| 2007 | Popping           | JSmooth Future          |                   |
| 2006 | Hip Hop           | Joseph Go & Meech       |                   |
| 2006 | House             | Babson & Yugson         | Rabah & Meech     |
| 2006 | Locking           | P.Lock & Jimmy Soul     |                   |
| 2006 | Popping           | Salah & Iron Mike       |                   |
| 2005 | Hip Hop           | Paul Ereck & Physs      |                   |
| 2005 | House             | Meech & Sandrine        | Tamaki & Kuma     |
| 2005 | Locking           | Khan & Woong            |                   |
| 2005 | Popping           | Ange & Sally Sly        |                   |
| 2004 | Hip Hop           | Aurore & Meech          |                   |
| 2004 | House             | Babson & Yugson         | Rabah & Didier    |
| 2004 | Locking           | Loïc & Manu             |                   |
| 2004 | Popping           | Salah & Damon Frost     |                   |
| 2003 | Hip Hop           | Yugson & Dedson         |                   |
| 2003 | House             | Babson & Yugson         | Eric & Meech      |
| 2003 | Locking           | Jeremy & Gemini         |                   |
| 2003 | Popping           | Ajaar & Iron Mike       |                   |
| 2002 | Hip Hop           | Rabah & Didier          |                   |
| 2002 | House             | Didier & Sandra         |                   |
| 2002 | Locking           | Mathias & Yann          |                   |
| 2002 | Popping           | Gator & Original Mat    |                   |

### Juste Debout Italy
| Anno | Categoria | Vincitore              | Secondo posto          |
| ---- | --------- | ---------------------- | ---------------------- |
| 2019 | Hip Hop   | Zyko & Dykens          |                        |
| 2019 | House     | Babi & Shegy           |                        |
| 2019 | Locking   | Nevo & Funky Krugher   |                        |
| 2019 | Popping   | Shorty & Boogiesa'     |                        |
| 2018 | Hip Hop   | Still & Gabriel        |                        |
| 2018 | House     | Kur-tis & Abdes        |                        |
| 2018 | Locking   | Lock Tan & Tony Flower | GoGo Sisters           |
| 2018 | Popping   | Shorty & Boogiesa'     |                        |
| 2017 | Hip Hop   | Matt & Shot            | Kanon & Theodora       |
| 2017 | House     | Dange & Camou          | Teddy & Nikten         |
| 2017 | Locking   | GoGo Sisters           | Johannes & Marclo      |
| 2017 | Popping   | Shorty & Boogiesa'     | Neji & X-Five          |
| 2016 | Hip Hop   | Oz & Steve Lelong      |                        |
| 2016 | House     | Cherry & Boogs         |                        |
| 2016 | Locking   | Ryan & Tony Flower     |                        |
| 2016 | Popping   | Neji & X-Five          |                        |
| 2014 | Hip Hop   | Perla & Mels           | Nikita & Nikten        |
| 2014 | House     | TreeBoo Dancers        | Nikita & Nikten        |
| 2014 | Locking   | Ryan & Tony Flower     | Antonio & Giuseppe     |
| 2014 | Popping   | Sheva & Paper          | Ezio & Zeck            |
| 2013 | Hip Hop   | Junbox & Kofie         |                        |
| 2013 | House     |                        |                        |
| 2013 | Locking   | Funky-G & Groofy       | Ryan & Tony Flower     |
| 2013 | Popping   | Shorty & Boogiesa'     | Pop Kun & Poppin' Zero |

## Storico dei giudici per categoria
| Anno | Popping        | Locking    | Hip Hop         | House          |
| ---- | -------------- | ---------- | --------------- | -------------- |
| 2019 | Nelson         | Manu       | Tweet Boogie    | Tony McGregor  |
| 2018 | Rashaad        | Tash       | Dedson          | Ricky Soul     |
| 2017 | Boogaloo Kin   | Scoo B Doo | Ben             | Kapela         |
| 2016 | Deydey         | Cio        | Niki            | Toyin          |
| 2014 | Djidawi        | J-Soul     | Marquest        | Tatsuo         |
| 2013 | Hitmaster Fish | Woong      | Bruce Blanchard | Mamson         |
| 2012 | Kei            | P.Lock     | Niako           | Caleaf         |
| 2011 | Legend         | Khan       | Meech           | Brooklyn Terry |
| 2010 | Gucchon        | Gemini     | Sho-Tyme        | E-Joe          |
| 2009 | Regis Truchy   | Tony GoGo  | Ange            | Shannon Mabra  |
| 2008 | Mr. Wiggles    | Risa       | Stretch         | Rabah          |